# Dioclea holtiana
Dioclea holtiana är en ärtväxtart som beskrevs av R.H.Maxwell. Dioclea holtiana ingår i släktet Dioclea och familjen ärtväxter. Inga underarter finns listade i Catalogue of Life.